# James Laxton
James Laxton é um diretor de fotografia estadunidense, mais conhecido por suas colaborações ao lado de Barry Jenkins, principalmente Moonlight.

## Filmografia
- Medicine for Melancholy (2008)
- The Violent Kind (2010)
- The Myth of the American Sleepover (2010)
- For a Good Time, Call... (2012)
- Moonlight (2016)